# Christina Bengtsson (handbollsspelare)
Elisabeth Christina Bengtsson  född Larsson, 25 september 1946 i Nässjö är en tidigare svensk landslagsspelare i handboll.

## Klubblagskarriär
Christina Bengtsson startade karriären i den på den tiden mindre klubben Skövde HF. Hon spelade kvar i Skövde HF till 1966. Hon spelade sedan för HK Linne i Lidköping 1966-1970. HK Linne var då Västergötlands bästa klubb och i den absoluta Sverigeeliten. Hon spelade SM-final för klubben 1967. År 1970 bytte hon klubb till BK Randi då hon gifte sig. Hon spelade sedan där till 1976, då hon anslöt till den forna storheten KvIK Sport. Hon hade då flyttat till Västra Frölunda. KvIK Sport var hennes klubb till landslagskarriärens slut 1977. Exakta året då hon slutade spela handboll är okänt.

## Landslagskarriär
Landslagskarriären inleddes i ungdomslandslaget där hon spelade 12 matcher med 17 gjorda mål 1963 till 1967. År 1967 spelade hon i det första ungdomsvärldsmästerskapet som arrangerades i Nederländerna för U22-lag. Det var hennes sista landskamper i ungdomslandslaget. Enligt den nya statistiken spelade hon 60 matcher för A-landslaget och stod för 59 mål i landslaget. Hennes landslagskarriär var omfattande och sträckte sig från 1964 till 1977 alltså över 13 år. Hon debuterade i Lidköping mot Danmark den 22 november 1964. Sista landskampen spelade hon den 5 augusti 1977 i Mässhallen i Göteborg, också mot Danmark. Enligt den gamla statistiken har hon spelat 62 landskamper vilket troligen innefattar 2 landskamper i augusti 1967 utomhus mot Polen. Då hon slutade var hon den spelare som hade gjort tredje mest landskamper.